# Droga wojewódzka 116
Die Droga wojewódzka 116 ist eine Woiwodschaftsstraße in der Woiwodschaft Großpolen. Sie verläuft von West nach Ost von der Ortschaft Nojewo über Orliczko und Binino bis zur Kreuzung mit der Droga wojewódzka 184 und 186 nahe dem Ort Bobulczyn. Einzige Auffälligkeit der acht Kilometer langen Straße ist ein Bahnübergang, an dem die Bahnstrecke Szamotuły–Międzychód gekreuzt wird.